# Труверша
Труверша (Тухомлянка) — река в России, протекает по Холмскому району Новгородской области. Выше места впадения Шулаковки (у деревни Заборинка) река называется Тухомлянка, ниже Труверша. Устье реки находится у деревни Приют в 12 км по левому берегу реки Крутовка. Длина реки — не меньше 14 км, у деревни Соловьи (примерно в 6 км от устья) ширина реки — 7 метров, глубина — 30 сантиметров. В 9 км от устья, по левому берегу реки впадает река Шулаковка.
Река протекает по территории Морховского сельского поселения. На берегах Тухомлянки стоят деревни: Хорошеевка, Погост, Тухомичи, Богданово, Заборинка. Ниже, на берегу Труверши, расположена деревня Соловьи. Рядом с устьем, на берегу Крутовки стоит деревня Приют.

## Данные водного реестра
По данным государственного водного реестра России относится к Балтийскому бассейновому округу, водохозяйственный участок реки — Ловать и Пола, речной подбассейн реки — Волхов. Относится к речному бассейну реки Нева (включая бассейны рек Онежского и Ладожского озера).
Код объекта в государственном водном реестре — 01040200312102000023636.